# Залађемере
Залађемере (мађ. Zalagyömörő) насеље је у западној Мађарској. Залађемере је насељено место у оквиру жупаније Веспрем.

## Географија

### Локација
Залађемере је село које се налази у близини Шимега, у северозападном суседу града, уз магистрални пут 84 који повезује област Балатона са Шопроном. Кроз унутрашњост пролази само пут 7329.

## Историја
Име Залађемере се први пут помиње 1423. године у потврди као „Вгђемерев” (Vggyemerew). Године 1424. спомињало се као Гемере (Gemere), а 1480. године се налази у списима као Ђемерев (Gyemerew).
Није опустошен ни за време турског потчињавања, тада је у њему живела ситна властела, а од 1720. уживао је племићке привилегије све до 1848. године, када су кметови ослобођени.
Године 1910. од 1.053 становника 1.052 су били Мађари. Од тога, 1.034 су били римокатолици, а 19 Израелци. Почетком 20. века место је припадало округу Шумеги у округу Зала. Округу Веспрем је почело да припада од планирања округа из 1950. године.

## Становништво
Током пописа 2011. године, 90,1% становника се изјаснило као Мађари, 0,7% као Роми, 0,2% као Немци и 0,2% као Румуни (9,9% се није изјаснило; због двојног идентитета, укупан број већи може бити на 100 %). Верска дистрибуција је била следећа: римокатолици 81,1%, реформисани 2,5%, лутерани 0,2%, неденоминациони 3,2% (12,7% се није изјаснило).